# Gron (Yonne)
Gron település Franciaországban, Yonne megyében. Lakosainak száma 1260 fő (2022. január 1.). Gron Paron, Collemiers, Égriselles-le-Bocage, Étigny, Marsangy, Rosoy és Sens községekkel határos.

## Népesség
A település népességének változása:
| Lakosok száma | 1233 | 1304 | 1238 | 1254 | 1251 | 1242 | 1235 | 1260 |
|               | 2015 | 2016 | 2017 | 2018 | 2019 | 2020 | 2021 | 2022 |